# Togo en los Juegos Olímpicos
Togo en los Juegos Olímpicos está representado por el Comité Olímpico Nacional Togolés, creado en 1963 y reconocido por el Comité Olímpico Internacional en 1965.
Ha participado en doce ediciones de los Juegos Olímpicos de Verano, su primera presencia tuvo lugar en Múnich 1972. El deportista Benjamin Boukpeti logró la única medalla olímpica del país en las ediciones de verano, al obtener en Pekín 2008 la medalla de bronce en piragüismo en eslalon en la prueba de K1 individual.
En los Juegos Olímpicos de Invierno ha participado en dos ediciones, siendo Sochi 2014 su primera aparición en estos Juegos. El país no ha conseguido ninguna medalla en las ediciones de invierno.

## Medallero

### Por edición
| Evento              | Oro | Plata | Bronce | Total |
| ------------------- | --- | ----- | ------ | ----- |
| Múnich 1972         | 0   | 0     | 0      | 0     |
| Montreal 1976       | –   | –     | –      | –     |
| Moscú 1980          | –   | –     | –      | –     |
| Los Ángeles 1984    | 0   | 0     | 0      | 0     |
| Seúl 1988           | 0   | 0     | 0      | 0     |
| Barcelona 1992      | 0   | 0     | 0      | 0     |
| Atlanta 1996        | 0   | 0     | 0      | 0     |
| Sídney 2000         | 0   | 0     | 0      | 0     |
| Atenas 2004         | 0   | 0     | 0      | 0     |
| Pekín 2008          | 0   | 0     | 1      | 1     |
| Londres 2012        | 0   | 0     | 0      | 0     |
| Río de Janeiro 2016 | 0   | 0     | 0      | 0     |
| Tokio 2020          | 0   | 0     | 0      | 0     |
| París 2024          | 0   | 0     | 0      | 0     |
| TOTAL               | 0   | 0     | 1      | 1     |

| Evento           | Oro | Plata | Bronce | Total |
| ---------------- | --- | ----- | ------ | ----- |
| Sochi 2014       | 0   | 0     | 0      | 0     |
| Pyeongchang 2018 | 0   | 0     | 0      | 0     |
| Pekín 2022       | –   | –     | –      | –     |
| TOTAL            | 0   | 0     | 0      | 0     |

### Por deporte
Deportes de verano
| Evento     | Oro | Plata | Bronce | Total |
| ---------- | --- | ----- | ------ | ----- |
| Piragüismo | 0   | 0     | 1      | 1     |
| TOTAL      | 0   | 0     | 1      | 1     |